# Tanidromitidae
Tanidromitidae is een uitgestorven familie van de superfamilie Homolodromioidea uit de infraorde krabben en omvat de volgende geslachten: 
- Gabriella  †  Collins, A. J. Ross, Genzano & Manzian, 2006
- Tanidromites  †  Schweitzer & Feldmann, 2008